# Муштари, Данияр Хамидович
Дания́р Хами́дович Муштари́ (1945–2013) — российский математик, сын Хамида Музафаровича Муштари.

## Учёные степени
- Кандидат физико-математических наук — 1970.
- Доктор физико-математических наук — 1983.

## Почётные звания
- Член-корреспондент Академии Наук Республики Татарстан
- Заслуженный деятель науки Республики Татарстан

## Должности
- Профессор кафедры математического анализа Казанского государственного университета
- Заведующий отделом теории вероятностей и математической статистики НИИ математики и механики при КГУ
- Член редколлегии журнала Известия вузов. Математика
- Член редколлегии журнала Lobachevskii Journal of Mathematics

## Научные направления исследований
- теория вероятностных мер в банаховых пространствах и линейных топологических пространствах
- некоммутативная теория меры
- теория вероятностных метрических и нормированных пространств

## Память
Похоронен на Татарском кладбище в Казани.